# Pomy (Aude)
 POMY é uma comuna francesa na região administrativa de Occitânia, no departamento de Aude. Estende-se por uma área de 6 km². Em 2010 a comuna tinha 59 habitantes (densidade: 9,8 hab./km²).